# Charles Bartliff
Charles Bartliff (Memphis, 18 de agosto de 1886 - 15 de março de 1962) foi um futebolista e beisebolista estadunidense, medalhista olímpico.
Charles Bartliff competiu nos Jogos Olímpicos de Verão de 1904 em St Louis. Ele ganhou a medalha de prata como membro do Christian Brothers College, que representou os EUA nos Jogos.